# Rudolf Harbig
Rudolf Harbig, född den 8 november 1913 i Dresden, stupade den 5 mars 1944 i strid på östfronten under andra världskriget nära Kirovohrad i Ukraina, var en tysk friidrottare, världsrekordhållare på 400 m (46,0) och 800 m (1.46,6), båda rekorden satta 1939. Satte också 1941 världsrekord på den mer sällan löpta sträckan 1000 m (2.21,5). Harbig är den ende som samtidigt innehaft världsrekorden på både 400 och 800 m. Han vann 1938 individuellt EM-guld på 800 meter och lagguld på 4x400 m.